# Sin and Bones
Sin and Bones è il quinto album in studio del gruppo musicale heavy metal statunitense Fozzy, pubblicato nel 2012.

## Tracce
1. Spider in My Mouth – 4:47
2. Sandpaper (feat. M. Shadows) – 3:12
3. Blood Happens – 4:07
4. Inside My Head – 4:02
5. Sin and Bones – 3:36
6. A Passed Life – 6:55
7. She's My Addiction (feat. Phil Campbell) – 3:22
8. Shine Forever – 5:45
9. Dark Passenger – 4:23
10. Storm the Beaches – 11:34

## Formazione
- Chris Jericho – voce, piano
- Rich Ward – chitarra, cori
- Paul Di Leo – basso
- Frank Fontsere – batteria
- Billy Grey – chitarra